# 保时捷934

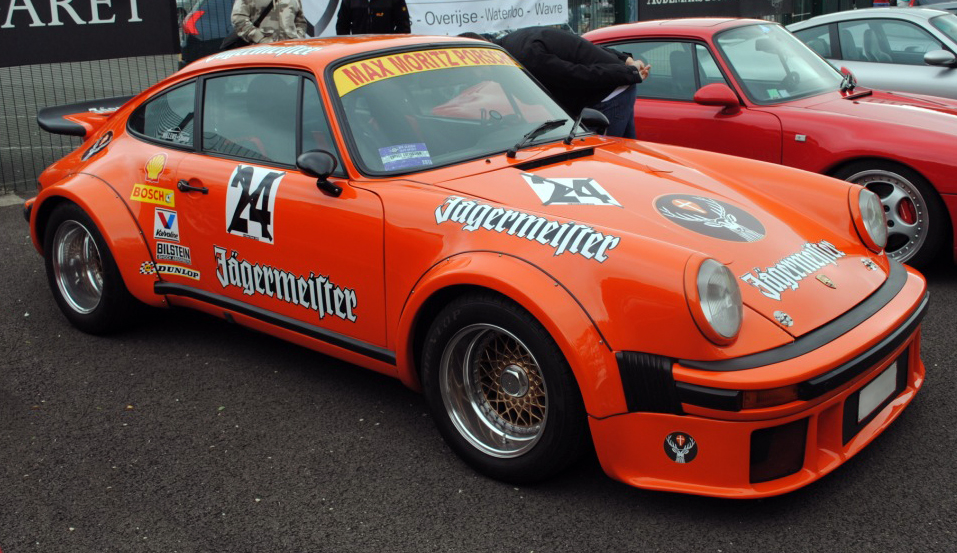
保時捷934

保时捷934,是德国汽车制造商保时捷在1976年为了参加GT比赛的第四组而开发的一款赛车，这款车以保时捷著名车型保时捷911为基础，最大功率达到了485马力。